# Station Henryków
Station Henryków is een spoorwegstation in de Poolse plaats Henryków.